# Ocyceros
Genre
Le genre Ocyceros comprend trois espèces d'oiseaux appartenant à la famille des Bucerotidae.

## Liste des espèces
D'après la classification de référence (version 5.1, 2015) du Congrès ornithologique international (ordre phylogénique) :
- Ocyceros griseus – Calao gris
- Ocyceros gingalensis – Calao de Ceylan
- Ocyceros birostris – Calao de Gingi